# Campeonato Citadino de Cachoeira do Sul
O Campeonato Citadino de Cachoeira do Sul foi uma competição de futebol que se realizou na cidade de Cachoeira do Sul, no Rio Grande do Sul, de 1914 a 1959. Teve como seu maior vencedor o Guarany, com 23 títulos.

## Lista de Campeões
| Edição            | Ano  | Campeão   | Vice-campeão |
| ----------------- | ---- | --------- | ------------ |
| 1ª                | 1914 | Cachoeira | desconhecido |
| 2ª                | 1915 | Cachoeira | desconhecido |
| 3ª                | 1916 | Cachoeira | desconhecido |
| 4ª                | 1917 | Cachoeira | desconhecido |
| 5ª                | 1918 | Cachoeira | desconhecido |
| 6ª                | 1919 | Cachoeira | Guarany      |
| 7ª                | 1920 | Guarany   | Cachoeira    |
| 8ª                | 1921 | Cachoeira | Guarany      |
| 9ª                | 1922 | Guarany   | Cachoeira    |
| 10ª               | 1923 | Guarany   | Cachoeira    |
| 11ª               | 1924 | Guarany   | Cachoeira    |
| 12ª               | 1925 | Guarany   | Cachoeira    |
| 13ª               | 1926 | Guarany   | Cachoeira    |
| 14ª               | 1927 | Guarany   | Cachoeira    |
| 15ª               | 1928 | Guarany   | desconhecido |
| não houve certame |      |           |              |
| 16ª               | 1932 | Tamandaré | desconhecido |
| 17ª               | 1933 | Guarany   | desconhecido |
| 18ª               | 1934 | Tamandaré | desconhecido |
| 19ª               | 1935 | Tamandaré | desconhecido |
| 20ª               | 1936 | Guarany   | Cachoeira    |
| 21ª               | 1937 | Guarany   | Cachoeira    |
| 22ª               | 1938 | Guarany   | Cachoeira    |
| 23ª               | 1939 | Guarany   | Cachoeira    |
| 24ª               | 1940 | Guarany   | Brasil       |
| 25ª               | 1941 | Guarany   | Cachoeira    |
| 26ª               | 1942 | Cachoeira | Guarany      |
| 27ª               | 1943 | Guarany   | Cachoeira    |
| 28ª               | 1944 | Cachoeira | Guarany      |
| 29ª               | 1945 | Cachoeira | Guarany      |
| 30ª               | 1946 | Guarany   | Cachoeira    |
| 31ª               | 1947 | Guarany   | Cachoeira    |
| 32ª               | 1948 | Cachoeira | Guarany      |
| 33ª               | 1949 | Cachoeira | Guarany      |
| 34ª               | 1950 | Cachoeira | Guarany      |
| 35ª               | 1951 | Cachoeira | Guarany      |
| 36ª               | 1952 | Cachoeira | Guarany      |
| 37ª               | 1953 | Guarany   | Cachoeira    |
| 38ª               | 1954 | Guarany   | Cachoeira    |
| 39ª               | 1955 | Cachoeira | Guarany      |
| 40ª               | 1956 | Guarany   | Cachoeira    |
| 41ª               | 1957 | Cachoeira | Guarany      |
| 42ª               | 1958 | Guarany   | Cachoeira    |
| 43ª               | 1959 | Guarany   | Cachoeira    |